# Serie 440 de Renfe
La serie 440 de Renfe, conocidas en Chile como UT440R y UT440 Modelo Concepción (UT440MC). En Brasil y España por UT440, UT470, y série 2100 de CPTM para Brasil, es una serie de unidades eléctricas entregadas a partir del año 1975 y que fueron adjudicadas para cumplir los objetivos del Plan Estratégico de Renfe 1972-1975. La serie 470 es una reforma y modernización ordenada por Renfe, de la 440, para su utilización en servicios regionales y de Media Distancia.

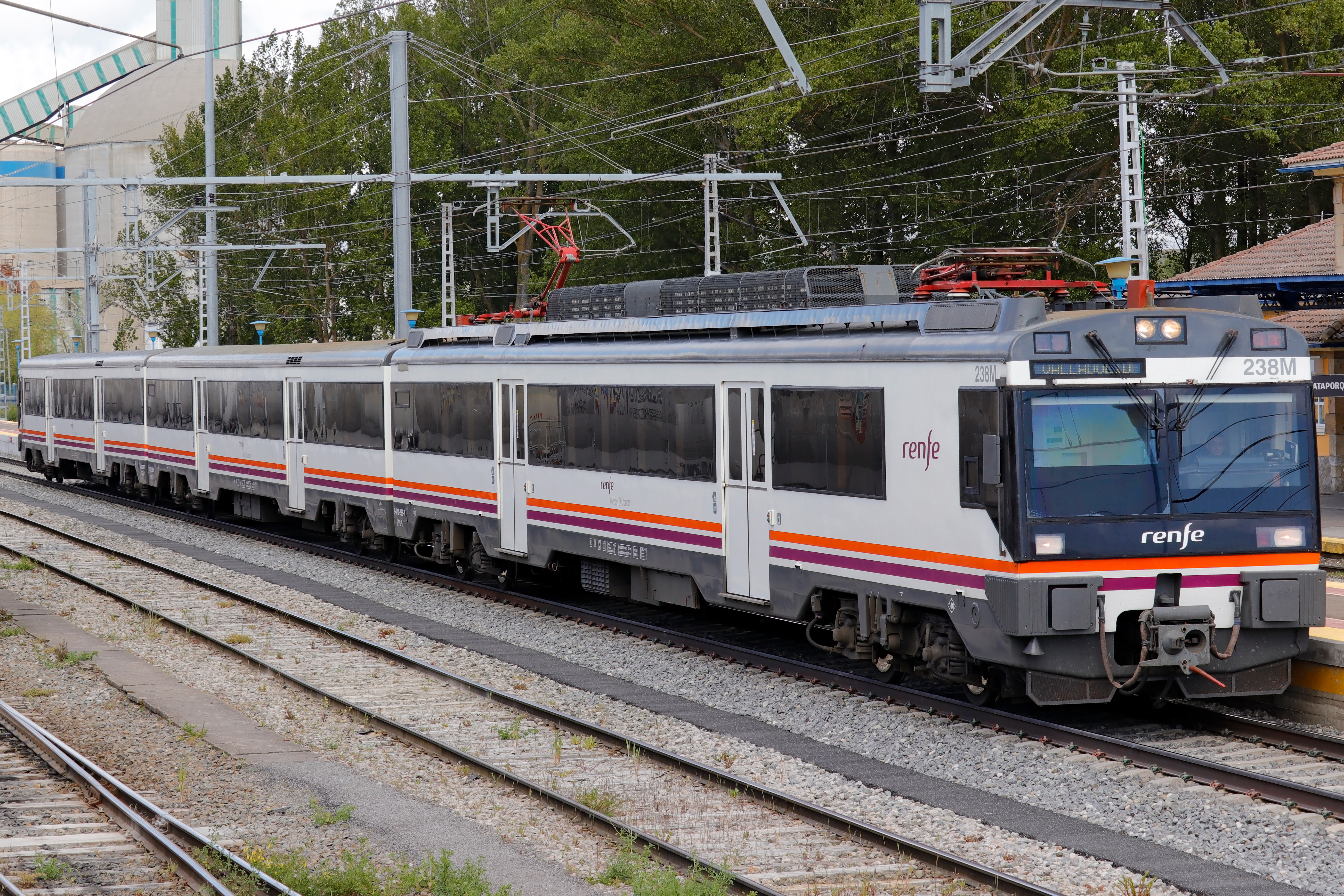
Unidad de la serie 470 de Renfe, esta serie es la que actualmente se encuentra en servicio en toda España.

Estas unidades comenzaron a entregarse en el año 1975, tienen una potencia de 1160 kW y velocidad máxima de 140 km/h. Durante unos 50 años fueron el pilar básico de la red de servicios de media distancia y durante mucho tiempo también lo fueron de los servicios de cercanías. Es un tren autopropulsado con tres coches, de los cuales sólo uno está motorizado, y tienen una cabina de conducción en cada extremo. Es la serie que más kilómetros ha recorrido en las líneas ferroviarias de España.

## Historia

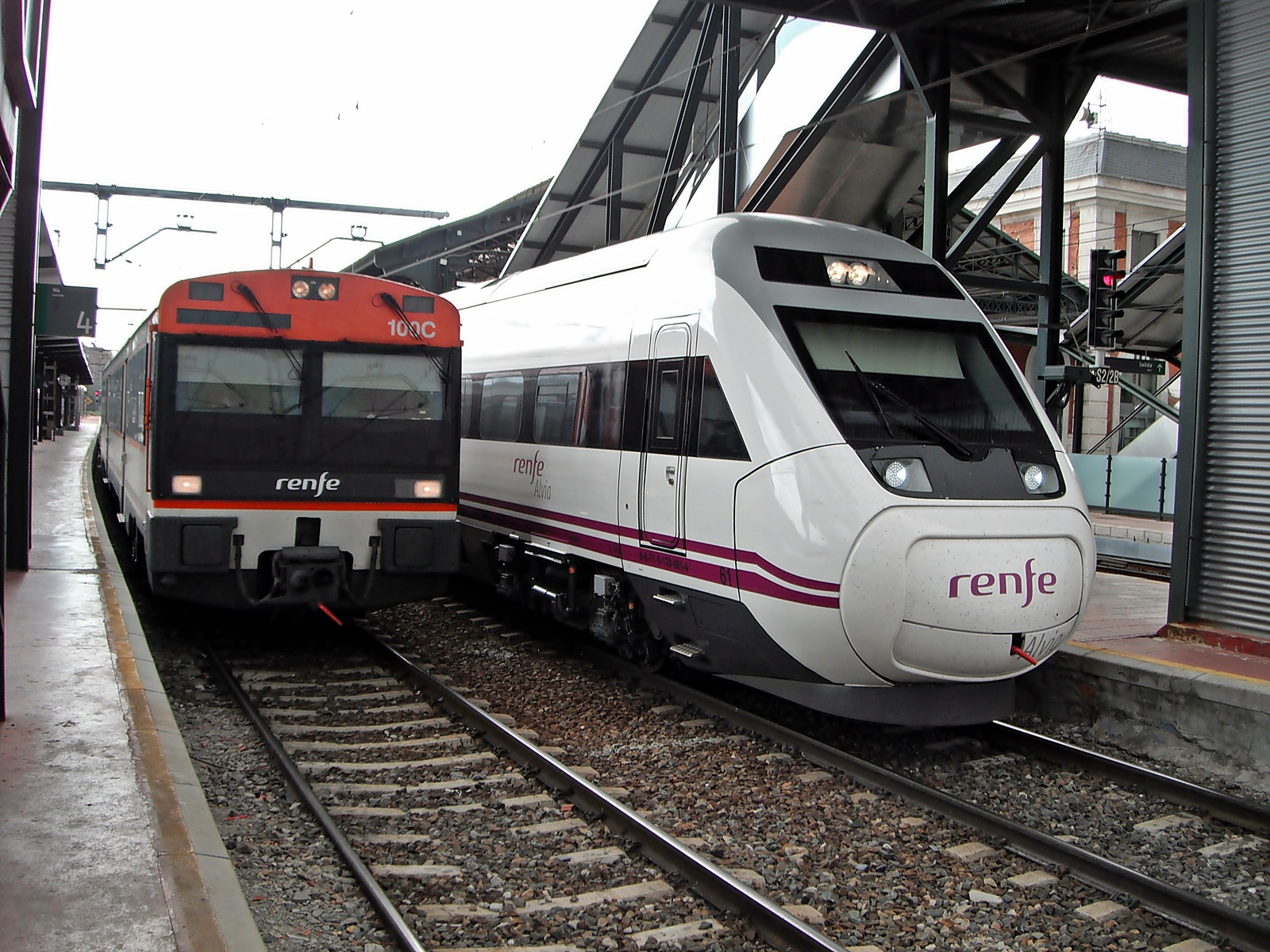
Alvia Serie 120 de Renfe estacionado (derecha) junto con Regional Serie 440 de Renfe esperando su salida (ida) en la estación de Valladolid-Campo Grande.

A principios de la década de 1970, los servicios regionales y cercanías de Renfe eran ofrecidos por trenes de 1500V (series 433 y 434), las suizas (series 436, 437 y 438), cuya velocidad y comodidades ya habían quedado desfasadas, y la serie 439, que ya alcanzaban los 130 km/h pero el número de unidades era escaso, así como las comodidades para los pasajeros.
En este marco histórico y teniendo en cuenta que el Plan Estratégico de Renfe de 1972 pretendía alcanzar los 140 km/h en las principales líneas de la red y mejorar las cercanías de los grandes núcleos urbanos, la compañía adquirió un total de 255 unidades de la serie 440, por lo que se dotó a estos trenes con unos motores potentes para alcanzar la velocidad deseada y obtener una buena aceleración.
El concurso para el suministro de las 30 primeras unidades en formato Mc+Rc fue ganado por el consorcio formado por CAF y Westinghouse España S.A. (WESA), quienes se encargarían de suministrar el grueso de la serie; debido a los sucesivos contratos en los cuales se solicitaban más unidades (el segundo contrato, que comprendía las unidades 440-031 a 058 en formato Mc+R+Rc, así como 30 remolques intermedios para las unidades del primer contrato, fue formalizado antes de entregarse la unidad de preserie), ni CAF ni WESA estaban en condiciones de afrontar esta carga de trabajo, por lo que hubo que recurrir a los demás ganadores potenciales del citado concurso (MACOSA y GEE por un lado y MTM por otro), quienes se encargarían de fabricar gran parte de los coches remolques (intermedios y pilotos), así como de los bojes portantes, quedando siempre a cargo de CAF los coches motores y sus bojes. Dado que el departamento de I+D de CAF no contaba con la capacidad para desarrollar un producto original en el tiempo necesario, el diseño general de las cajas de los coches y del boje fue subcontratado al fabricante suizo Schindler Waggon, de Prattlen, mientras que el equipo eléctrico fue construido bajo licencia de Mitshubisi Electric Company, siendo este equipo una variante reducida y compactada del que montaban las locomotoras de la serie 269.
El total de las 255 unidades se recibió en varios lotes y hasta 1985 se siguieron recibiendo nuevas unidades. Cada nuevo lote tenía algunas diferencias de tipo estético o técnico.
Con estos trenes también se aumentó la comodidad para los viajeros: disponen de cuatro grandes plataformas de piso bajo para acceder en cada coche, un novedoso sistema de suspensión neumática, butacas de skay en los primeros lotes, que fueron sustituidas por butacas direccionables más modernas en el último lote, equipos auxiliares para la alimentación del tren y diversas mejoras de seguridad, frenos neumáticos, eletromagnéticos de patín, ASFA y Tren Tierra (a partir de 1980) entre otros.
Entre finales de los años 1980 y principios de los 1990, los servicios de cercanías necesitaban más y más unidades para dar servicio, por lo que las unidades que estaban asignadas para servicios regionales se iban asignando a estos servicios, en tanto que para los servicios regionales iban asignándose los electrotrenes más viejos, como la serie 432.
Gracias a la llegada de las nuevas series de cercanías, series 446 y 450, se consiguió liberar algunas de estas unidades para acometerles una profunda reforma en la que estéticamente se renovaron profundamente, se tiraron los tabiques interiores dejando cada coche como un único salón de pasajeros, se añadieron teleindicadores interiores y exteriores, sistema de audio, nuevas butacas y aire acondicionado. Esta reforma en profundidad dio origen a la serie 470, heredera de la serie 440, cuyo proceso de transformación integral se acometió en los talleres de Valladolid y Málaga
Entre 1996 y 2005 se vendió una parte de estas unidades a Chile (20) y otra a Brasil (48), que sumado al lote de unidades que ha sido dado de baja (6) dejan aún un total de 181 unidades que siguen siendo fundamentales en los servicios regionales de Renfe Operadora, de las cuales sólo quedan 21 sin reformar. En septiembre de 2000 causó baja en el parque de Cercanías Renfe la unidad 440-001 (primera de la serie), formada por los coches 001M, 022R y 001C, siendo preservada por el Museo del Ferrocarril y cedida a la Asociación Vallisoletana de Amigos del Ferrocarril (ASVAFER), quien tenía previsto reconstruir el furgón del coche motor y repintar la unidad con el esquema de pintura original (azul y franjas amarillas) en cuanto fuese posible. 
Para el servicio de Cercanías Madrid, a partir de 2008, los últimos automotores de Renfe 440 de Cercanías que quedaron aún utilizados en el servicio de Línea C-3 (Cercanías Madrid) entre Madrid-Atocha y Aranjuez, y en este período fueron reemplazados por la Civia y se finalizaron el servicio de Cercanías Madrid durante de estos 34 años en operativo. Y después de este período se pasarán a realizar unos servicios de Media Distancia reemplazados como Renfe 470 u otros servicios de Cercanías que quedaron operativos hasta 2011, y en algunos casos, fueron apartados y desguazados. 
La unidad quedó estacionada en el interior del TCR de Valladolid, para evitar en la medida de lo posible su degradación por vandalismo, a la espera de poder efectuar las modificaciones necesarias para que la unidad presentase de nuevo su aspecto primigenio. Sin embargo a principios de 2005 esta unidad fue recuperada por Renfe para retirar el remolque intermedio e incorporarlo a otra unidad, cuyo destino era la exportación (Chile). Los coches 001M y 001C quedaron separados dentro del TCR, donde continúan actualmente, siendo su estado de conservación lamentable. Ahora tiene su desguace licitado. Igual que las 440 que están reformadas y las que no, como la 087, 088, 107, 112 ,097, 127, 206, 145, etc. Hoy todavía quedan 440 transformadas en 470 por nuestras vías haciendo servicios de Media Distancia y Regionales.

## Decoraciones
Al ser una unidad tan importante para Renfe, estos trenes han tenido diversas decoraciones según servicios, época y estado reformado o no.
Las unidades 440 originales han tenido los siguientes colores:
- Azul con una franja amarilla; este fue el diseño original.
- Blanco, rojo y gris de servicios de cercanías; se pintaron así al crear esta unidad de negocio.
- Delta, en 1992 se pintaron así las 10 unidades del servicio de Puigcerdà. El diseño era similar al de cercanías pero el rojo se sustituyó por naranja.
- Blanco con una franja naranja, primer esquema de regionales.
- Blanco y naranja, segundo esquema de regionales.
- Esquema Renfe Operadora para regionales.

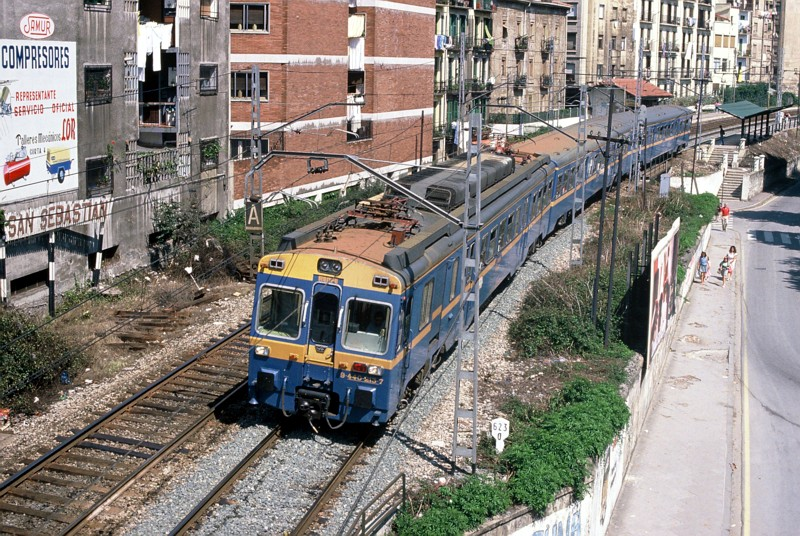
Colores azul-amarillo originales.
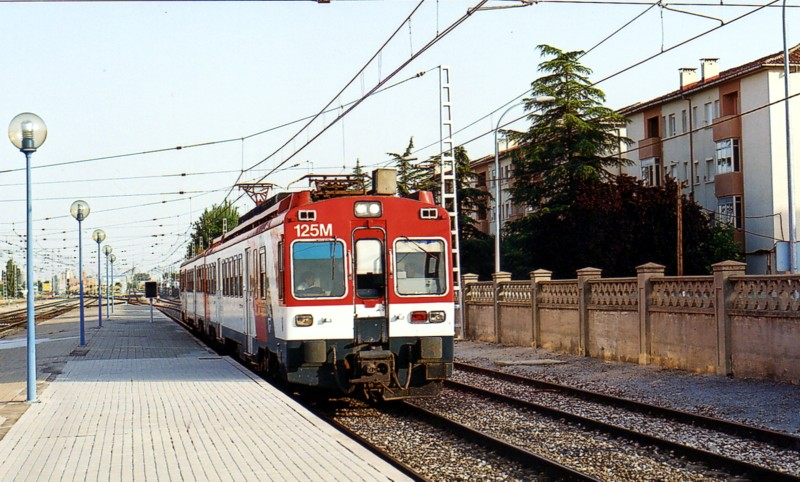
Colores de la UN Cercanías.
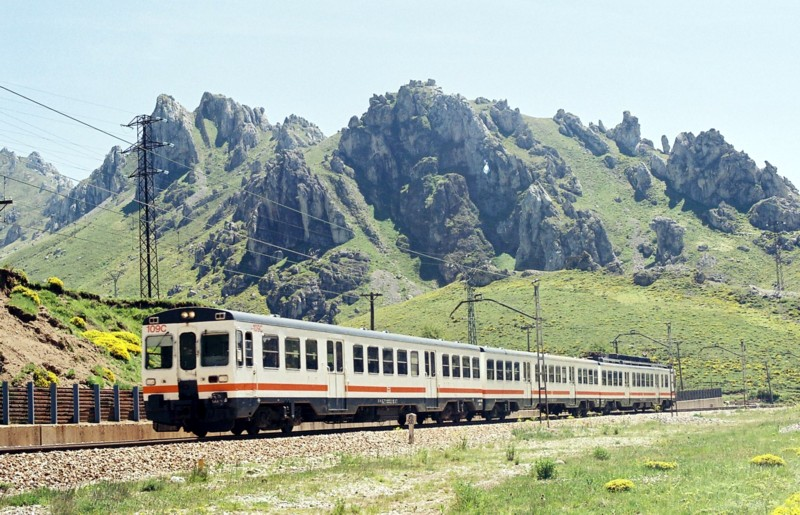
Primera decoración de regionales.
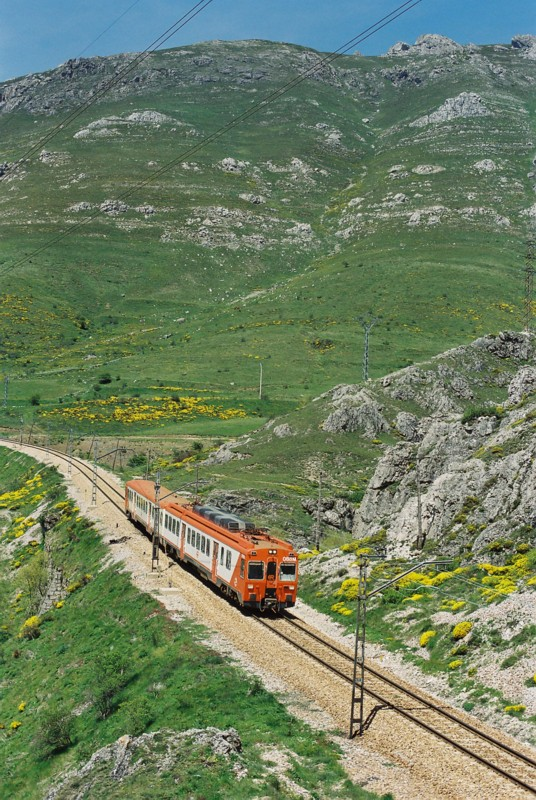
Segundo esquema de regionales.

Las 440R disponen de tres decoraciones:
- Decoración original de cercanías.
- Esquema Renfe Operadora para cercanías.
- Esquema Renfe Operadora para media distancia (con asientos de cercanías; estos excepcionalmente se pueden encontrar en Cataluña).
- Esquema Renfe Operadora para Regionales I (Media Distancia).
- Esquema Renfe Operadora para Media Distancia II o interurbanos.
- Esquema Renfe Operadors para Larga Distancia en solo dos unidades
- En Chile, su esquema original, fue azul y amarillo con fondo blanco para Metrotren y calipso con amarillo y fondo blanco para Merval. Posteriormente, con la llegada de los UT440 Modelo Concepción, se pintaron naranja con franja blanca. Actualmente a esa pintura, se suma el fondo blanco con franjas azules y verdes, siendo de ese color los de Trenes Metropolitanos S.A. y su pintura original la conservan los equipos que pertenecen a Biotrén, siendo 2 de las Unidades Modelo Concepción de esta serie que al mantener su pintura original, pertenecen a TMSA (Metrotren). Solo uno de sus modelos, se le puso baño, debido a que son asignados para los servicios de Expreso Maule, ambos correspondientes a TMSA. Sólo el UT440 201, fue repintado a color naranja, para posteriormente prestar servicios en Biotren, una vez iniciado el Rancagua Express.

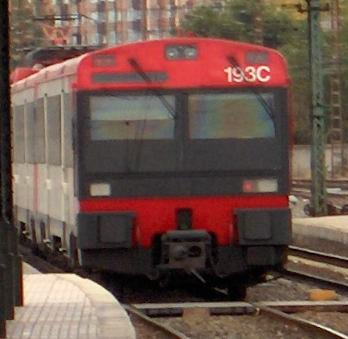
Esquema original de cercanías.
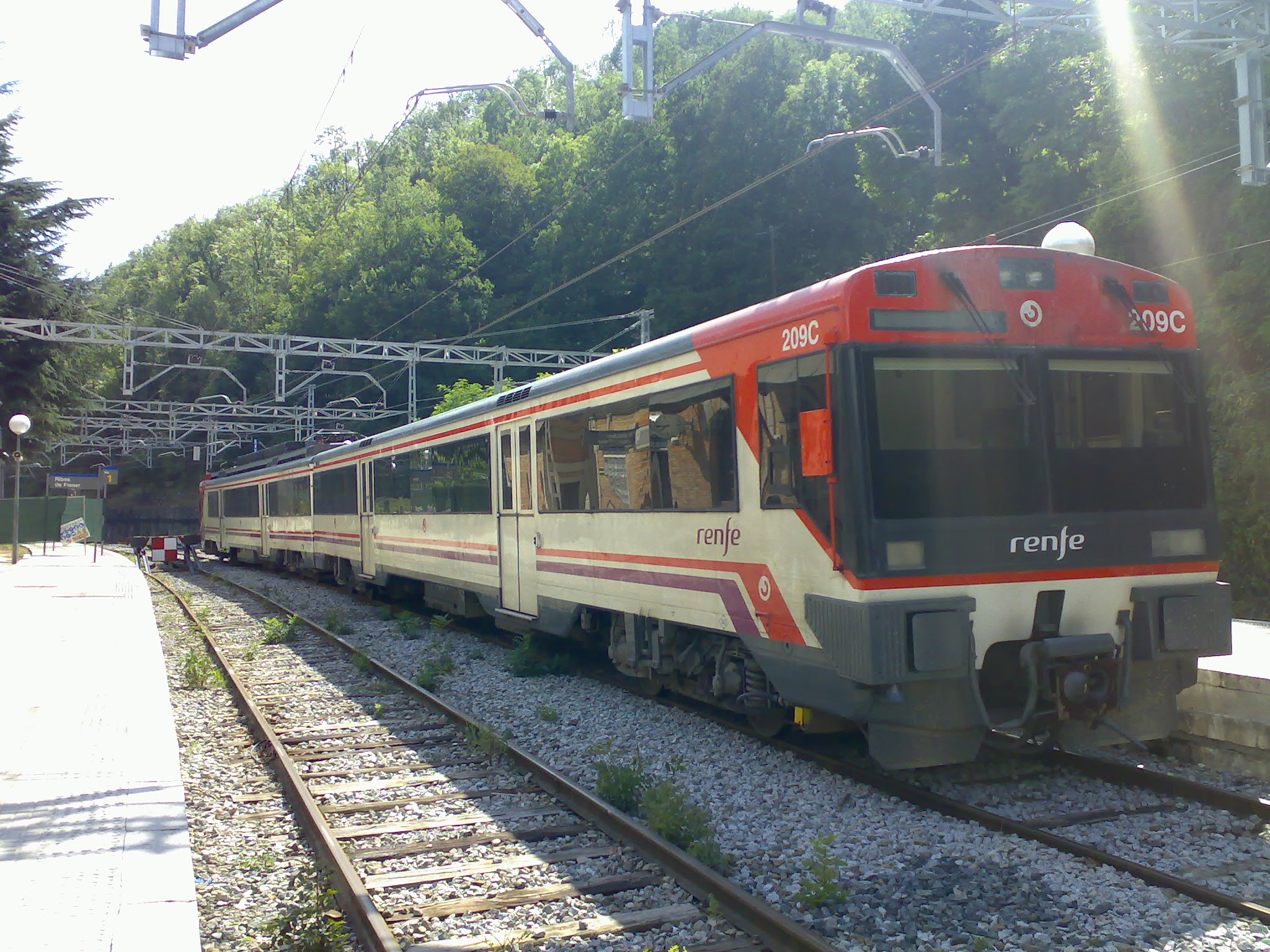
Esquema de cercanías de Renfe Operadora.
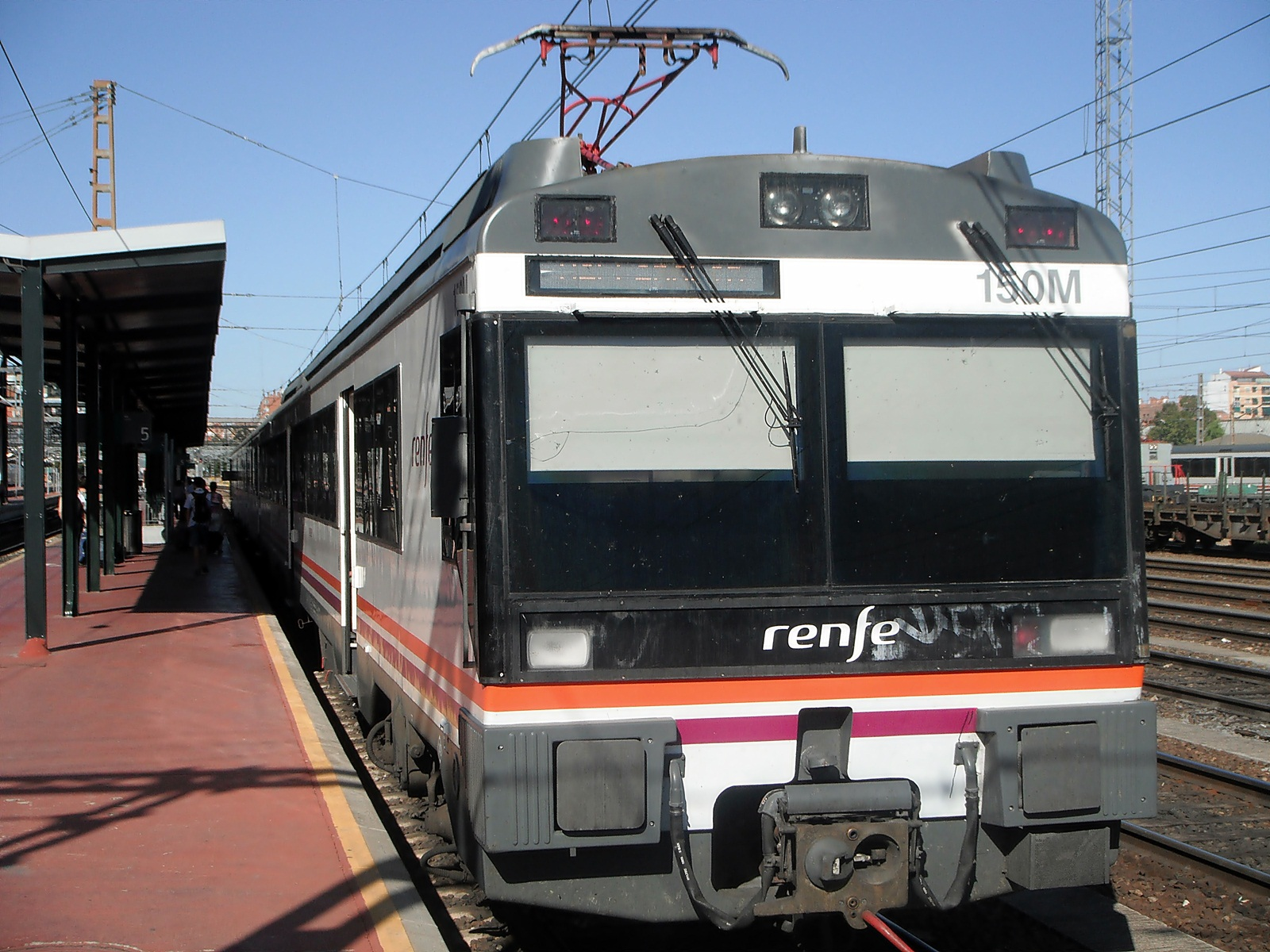
Esquema Renfe Operadora para Media Distancia.

Los 470 disponen de tres decoraciones:
- Naranja y blanco, esquema de regionales (con distintos logotipos).
- Esquema Renfe Operadora para Regionales I (Media Distancia).
- Esquema Renfe Operadora para Media Distancia II o interurbanos.

Durante un tiempo, una unidad reformada a 470 (la subserie 070M-070R-070C) dispuso de un esquema de color azul destinado a servicios Catalunya Exprés (al igual que la unidad 448-014), pero no llegó a prosperar.

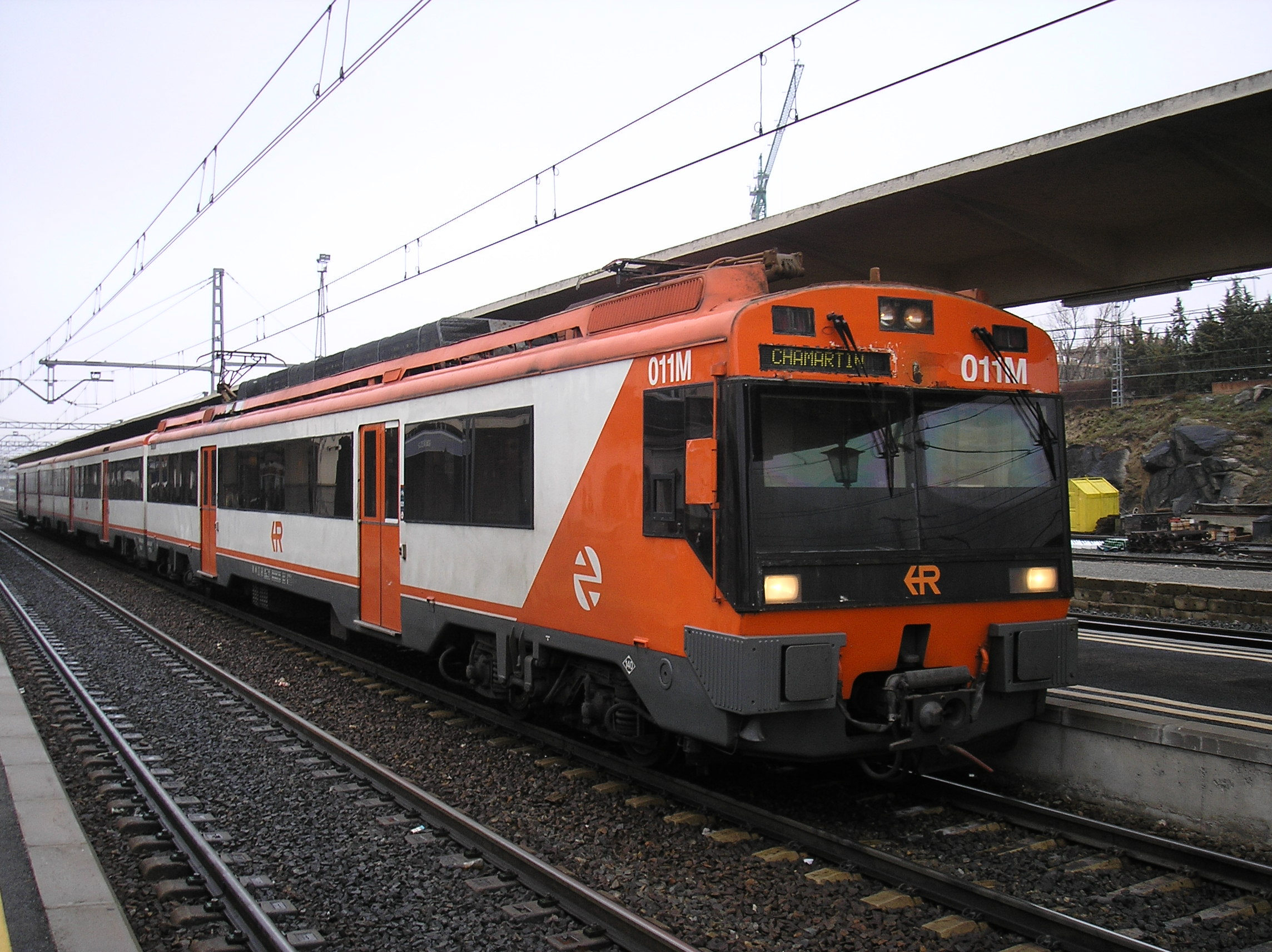
Esquema naranja y blanco.
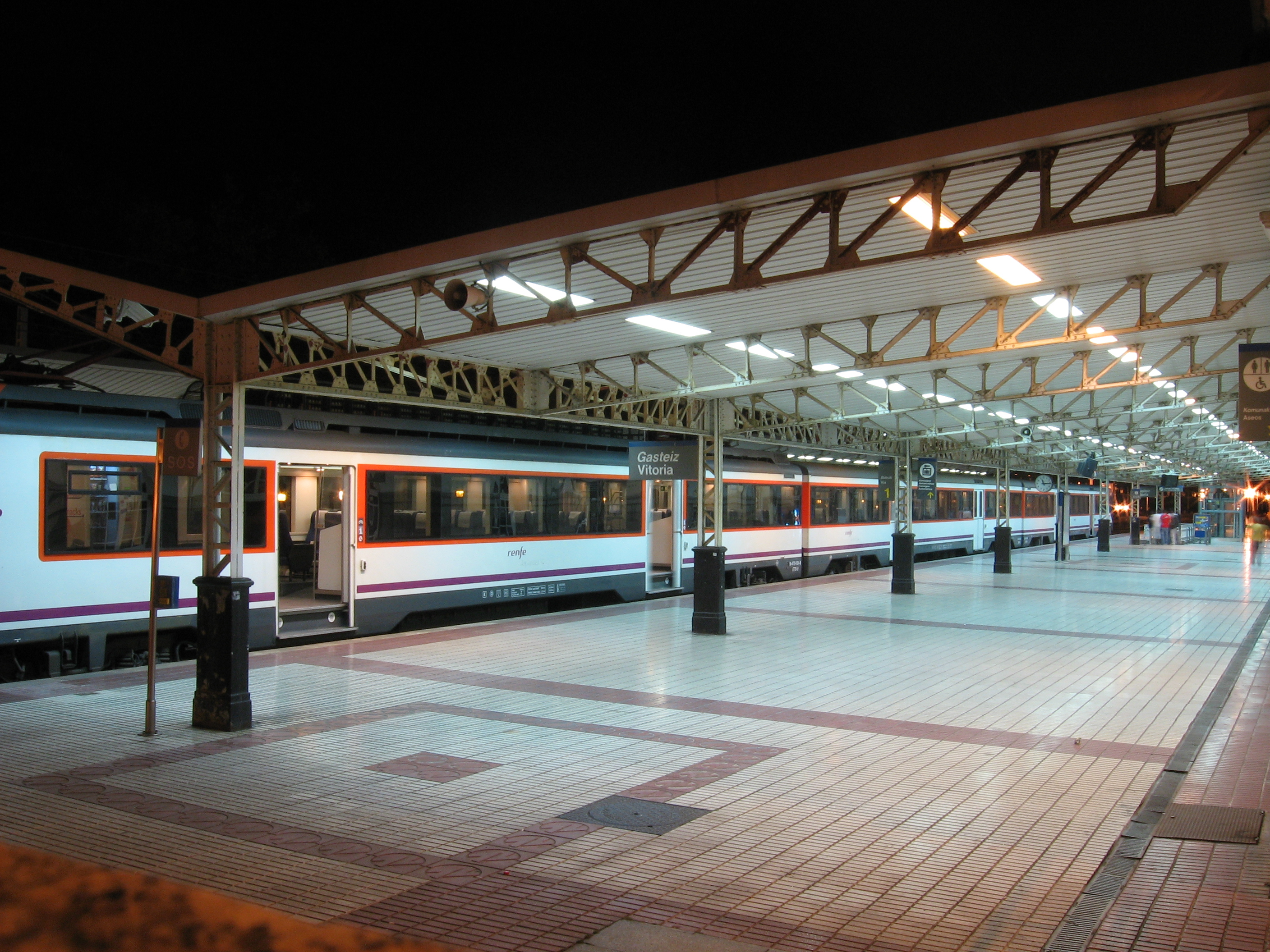
Esquema Renfe Operadora para Media Distancia.

Además podemos destacar 4 decoraciones para los lotes vendidos a Chile: Metrotrén, Merval (unidades actualmente asignadas a otros servicios) y Biotrén, y el lote vendido a Brasil con la decoración de CPTM.

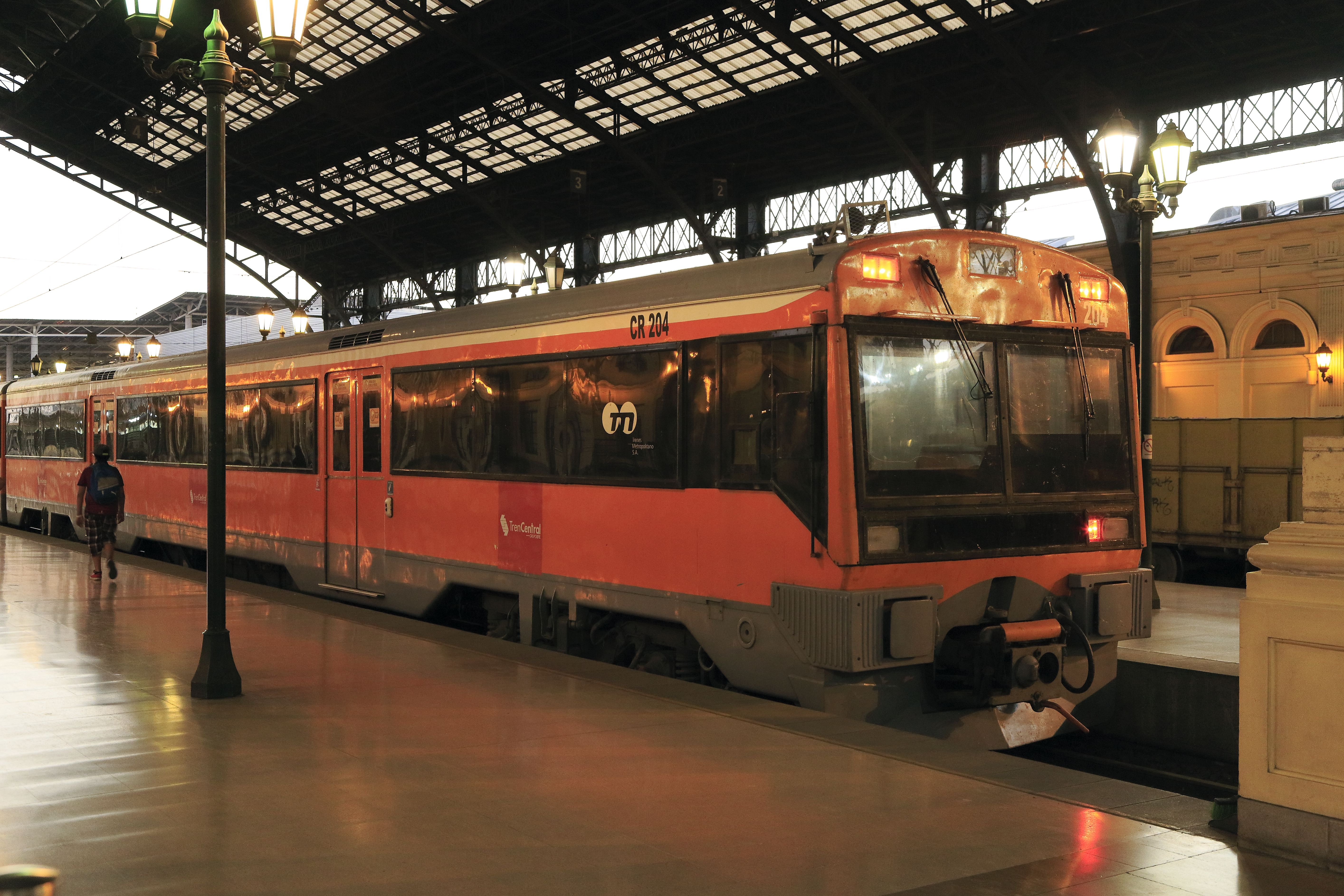
Metrotrén
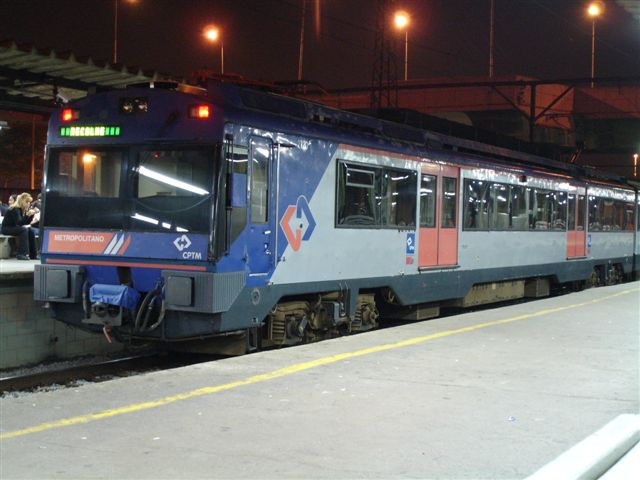
CPTM (norma metropolitana)

## Tecnología

### Coches
Los trenes están compuestos por tres coches: uno de ellos está motorizado y tiene cabina en uno de los extremos, originalmente este coche tenía un furgón para el transporte de paquetería y correos; otro es el remolque intermedio; y por último hay un remolque con cabina. Originalmente todas las cabinas disponían de una puerta de intercomunicación en los testeros.
Las cajas de los diferentes coches tienen una estructura de acero soldada al bastidor, también de acero. Cada una de las cajas dispone de 4 puntos de acceso enfrentados 2 a 2 que dan acceso a dos plataformas de acceso que dividen los trenes en 3 partes, originalmente existían tabiques que separaban cada coche en tres salones de pasajeros, tras las reformas estos tabiques se eliminaron y aunque las plataformas se mantienen todo el coche es un salón de pasajeros diáfano.
También pueden circular sin el remolque intermedio, de hecho, en algunas líneas con una gran pendiente se decidió eliminar este remolque para que no se viese mermada la capacidad de aceleración y velocidad del tren. Actualmente no se conserva ninguna 440 sin reformar con el remolque intermedio.
Con las diferentes reformas los furgones y las puertas de los testeros han ido desapareciendo.
Las butacas de los coches en las primeras unidades (de la 001 a la 194, 501 y 502) eran de color rojo y de skay fijas (no pueden orientarse al sentido de la marcha) enfrentadas dos a dos. El último lote (de la 195 a la 253) tenía los asientos de tela orientables al sentido de la marcha. Tras diferentes reformas, se han eliminado las butacas de skay en todos los trenes, a excepción de la 440.001, instalándose butacas de tela o asientos rígidos para los trenes de cercanías, en los trenes de cercanías la disposición de las plazas son 2+2 o 2+3.
Las lunas frontales de las unidades de la 001 a la 194, junto con las 501 y 502 (experimentales) originalmente eran altas y con lunetas antivaho, entre la 144 y la 203 estas lunas eran más bajas, ya que la altura era excesiva y el sol era molesto para el maquinista, las restantes (de la 204 a la 253) tenían lunas más bajas y blindadas, con cortinas tipo estore. Posteriormente las lunas fueron modificadas a este último tipo.
Entre los coches existen puertas de intercomunicación con un cristal y manilla, dos chapas en el suelo y un fuelle alrededor, solo el Modelo Concepción, tiene eliminados los testeros con su respectiva puerta de intercomunicación entre cada uno de sus carros, permitiendo una mayor visión de sus 3 coches, el que puede ser visto cabina 1, intermedio y cabina 2, por el pasajero, según la posición en que vaya sentado.

### Sistemas eléctricos
Los motores de estas unidades se construyeron por GEE, WESA y MELCO bajo una licencia de Mitsubishi, cada unidad lleva 4 motores de los modelos MB-3165-A2, MB-3165-B o MB-3165-C dependiendo del lote. Estos motores ofrecen una potencia de 290 kW continua en cada uno de los ejes de tracción. Funcionan con corriente continua de 3 kV.
Las dos últimas unidades del primer lote, numeradas como serie 440.500, traían instalado un moderno equipo de control mediante un troceador eléctrico (chopper), pero al no dar el resultado esperado no se fabricaron más unidades con este sistema, actualmente los coches motor con el control chopper están desguazados y sus respectivos remolques aprovechados en otras unidades.
También disponen de un equipo auxiliar con potencia de 37 kW para el alumbrado, calefacción y otros sistemas eléctricos. Las unidades reformadas incluyen un equipo auxiliar diferente para poder alimentar el aire acondicionado y los WC de vacío, incorporando un convertidor auxiliar y un autotransformador.
Los pantógrafos se sitúan en el coche motor y en las primeras (de la 001 a la 079, junto con las 501 y 502) tenían una disposición con los codos "hacia afuera" (_<___>_), en las restantes (de la 080 a la 253) los codos se sitúan hacia adentro (_>___<_).

### Sistemas de seguridad
Toda la serie ya traía instalado el sistema de seguridad ASFA y a partir de 1980 el sistema Tren Tierra de comunicación, a las primeras unidades que no disponían de este sistema se les instaló a partir de ese mismo año, también incluían un sistema de Hombre muerto de doble efecto.
Dispone de cuatro sistemas de frenado, freno neumático, reostático, electromagnético de patín (FEP) y uno hidromecánico para el estacionamiento.

## Reformas

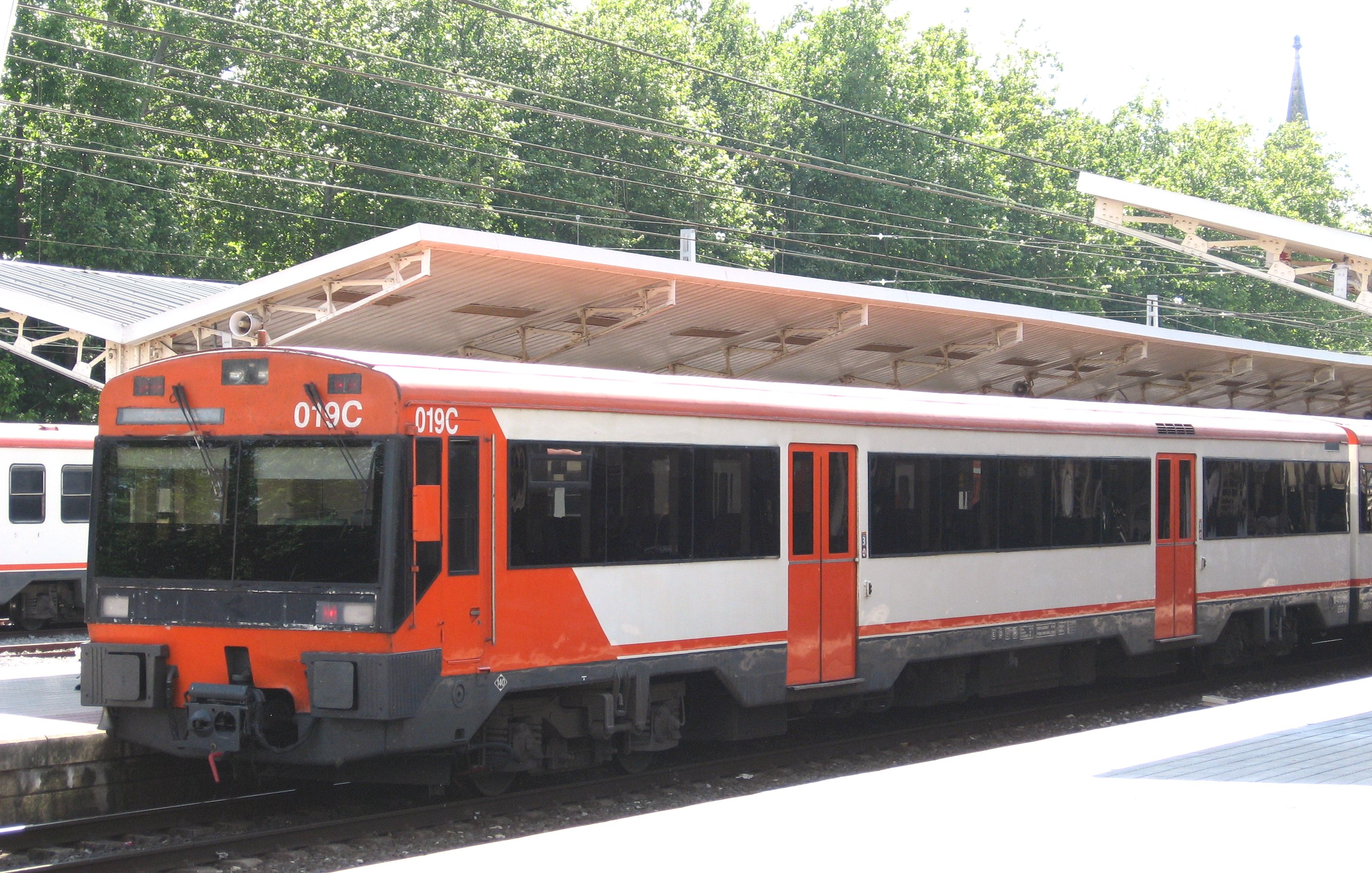
Testero y ventana continua de las unidades reformadas (UT 470).

A partir del año 1993, con la llegada de las nuevas unidades de cercanías comenzó una serie de reforma de estos trenes, en la actualidad únicamente 21 unidades no han sido reformadas. La reforma de estas unidades tuvo como objeto ampliar su vida útil y equipararlas en prestaciones al viajero a las entonces nuevas unidades 446, 447, 450 y 451, dotándoles de un aspecto exterior e interior similares a los que ofrecía el nuevo material, empleando componentes (asientos, interiorismo, etc) idénticos, de cara a que su aspecto y percepción de calidad de servicio fuera semejante.
De toda la serie (255) se han reformado 228 unidades, de las cuales 160 permanecieron en Renfe y las otras 68 se vendieron a Chile (20 trenes) y Brasil (48 trenes). De las unidades reformadas para la propia Renfe, en un principio 103 se asignaron a Cercanías y 57 a Regionales (actualmente Media Distancia). Actualmente, 10 440R s/r a 470, siguen circulando (144, 150, 166, 207, 209, 235, 236, 237, 239, 247)
De las unidades que quedaron sin transformar, a 1 de abril de 2008 sólo se encuentran en servicio 12, estando 9 asignadas a Media Distancia y 3 a Cercanías, si bien las de Cercanías se encuentran ya apartadas de producción. Las restantes unidades hasta completar los 255 trenes de la serie se encuentran fuera de servicio, algunas aún permanecen apartadas y otras han sido desguazadas.

### Serie 440R
Como ya se ha comentado, cuando hubo suficientes trenes para sustituir los servicios que ofrecía esta serie en los servicios de cercanías, se comenzó una seria transformación de 103 de estas unidades, 98 se mantuvieron con los 3 coches originales y 5 pasaron a tener únicamente 2 coches.
Las reformas realizadas a estas unidades eléctricas fue la dotación de un interior completamente renovado, tirando los tabiques para dejar un coche de pasajeros amplio, instalación de aire acondicionado, teleindicadores electrónicos, sistema de audio para anunciar las paradas y nuevos asientos rígidos especiales para servicios de cercanías, estos asientos tenían disposición 2+2 o 2+3 en algunos trenes ampliando la capacidad del tren hasta los 296 o 348 plazas sentadas. También se añadió una plaza para personas de movilidad reducida (P.M.R.).
Se eliminaron dos de los tres aseos de los que disponían originalmente sustituyéndose por uno más moderno de vacío en el remolque intermedio.
Además se mejoraron los sistemas auxiliares que alimentan los sistemas eléctricos del tren como la iluminación o el aire acondicionado.
Exteriormente se reconocen fácilmente por el moderno testero que les integraron así como una cristalera continua en todo el lateral, estas nuevas ventanas ya no permitían bajar los cristales como en las originales.
A partir de 2005 Renfe Media Distancia comenzó a recibir, por parte de Cercanías, unidades 440-R para reforzar los servicios en líneas electrificadas, destinándose la mayoría a la zona de Barcelona, aunque unas pocas fueron asignadas al depósito de León. Estas unidades recibieron los colores corporativos de MD, pero sin ver cambiados sus asientos de Cercanías por los acolchados y reversibles típicos de los trenes de servicio regional, y sin cambiar su numeración de serie 440 por la de 470. No obstante, algunas unidades han recibido los asientos de tipo regional, mientras que, más recientemente, al menos dos unidades del depósito de León han recibido un nuevo tipo de asiento, el cual podría considerarse como "híbrido" entre el asiento unificado de Cercanías y el acolchado y reversible de Media Distancia. Según parece, esta modificación se irá extendiendo a las unidades 440-R de Media Distancia, con la finalidad de aumentar el confort de las plazas sentadas en determinados servicios regionales y permitir, por otro lado, la baja de las unidades 440 que aún circulan en estado más o menos original. Aunque las UT440 asignadas a Chile para Metrotren y Merval, llegaron sin baño, con la creación del Expreso Maule, se les incorporó uno, dejándolas similares a una 470 en España.

#### Serie 440R de dos coches
Existen 5 unidades 440 reformadas que sólo tienen dos coches. En las unidades sin reformar es posible quitar el coche intermedio y que la unidad pueda seguir prestando servicio, en cambio en las reformadas no se puede, ya que este coche tiene los transformadores para el aire acondicionado. En estas 5 unidades se hicieron varias modificaciones en el coche C para instalar ahí esos transformadores (una de ellas fue suprimir el motor-generador) y así dejar la unidad con sólo 2 coches. Estas unidades fueron apartadas en torno a los años 2008 - 2010, una de ellas fue desguazada, y finalmente en el año 2014 se recuperaron las cuatro unidades que quedaban recibiendo tres de ellas la decoración MD2 y destinándose a servicios de Media distancia, la otra recibió la decoración de larga distancia y se destina a realizar enlaces entre Miranda de Ebro y Bilbao. 

### Serie 470

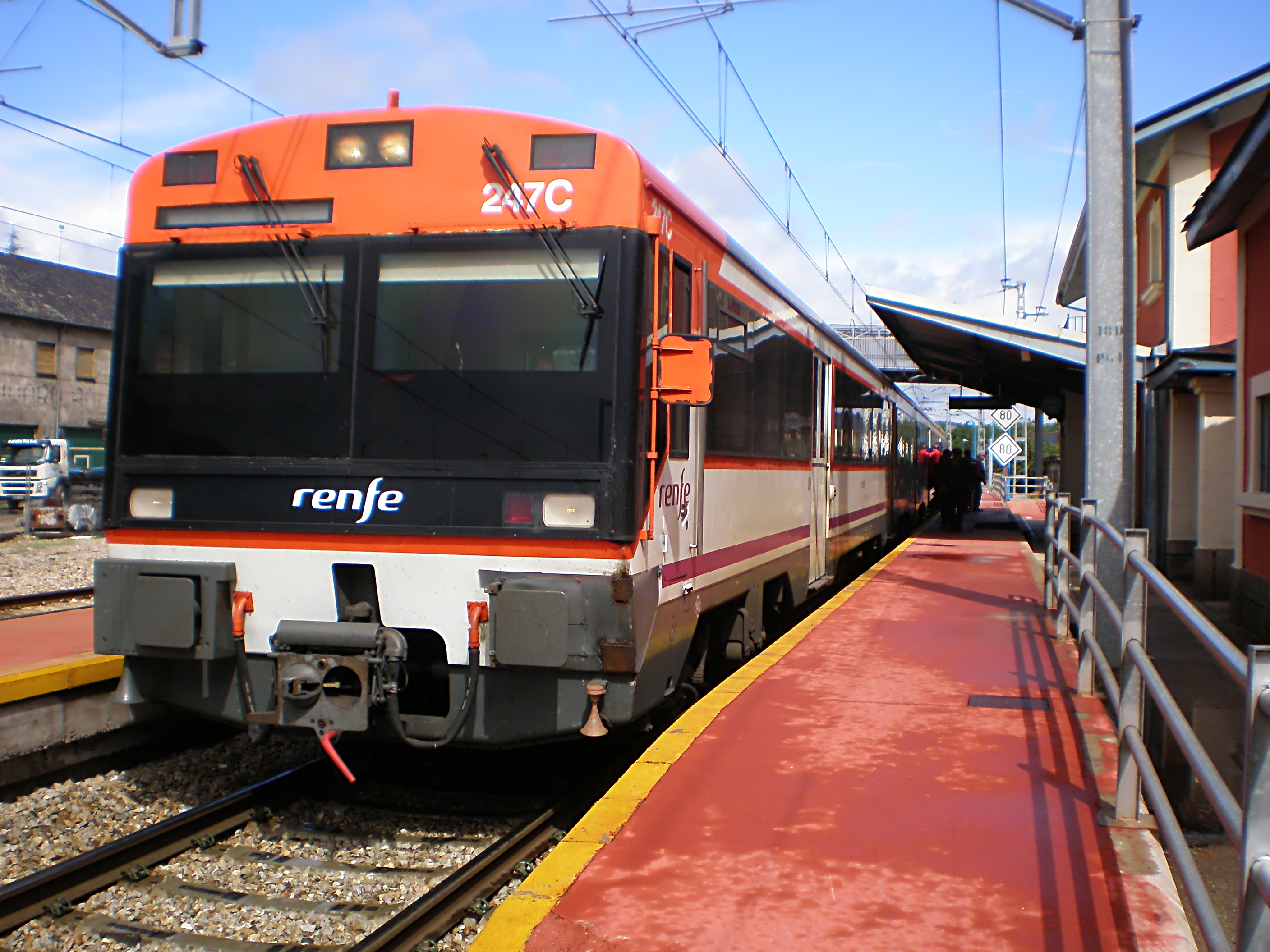
Una unidad de la serie 470 en la estación de Bembibre.

La puesta en servicio de las primeras unidades 440-R en el núcleo de Cercanías de Sevilla durante el verano de 1993 hizo ver a Regionales RENFE que con la reforma de algunas de las unidades 440 de manera específica podría contar con un mayor parque de tracción eléctrica. Así, en 1994 se reforman las primeras unidades para la UN de Regionales. Exteriormente son idénticas a las de la UN de Cercanías, a excepción de la decoración exterior, realizada en colores blanco, rojo y gris en las unidades de Cercanías y blanco, naranja y gris en las unidades de Regionales. Interiormente montaban asientos acolchados y reversibles según el sentido de la marcha distribuidos en filas de 2+2, ya que los asientos incorporados en las unidades de Cercanías no eran adecuados para uso en servicios regionales.
Destinadas fugazmente en Madrid-Atocha, pronto pasaron a circular por las líneas electrificadas de Andalucía, prestando servicios denominados "Andalucía Exprés", es decir, trenes exprés de tipo regional destinados al transporte interior de Andalucía. A medida que Cercanías iba recibiendo unidades de la serie 447, se pudo prescindir de un gran número de composiciones de la serie 440, las cuales fueron traspasadas a Regionales y transformadas según las necesidades de la UN. En Madrid, se las comenzó a ver de manera más común a partir de 1995, siendo asignadas al depósito de Atocha, y destinadas de los trenes Regional Exprés radiales en sustitución de los electrotrenes 432, cambiando en 1997 su ubicación al depósito de Fuencarral. A partir de 1996 se asignan unidades al depósito de tracción eléctrica de León, con el fin de aumentar la calidad del servicio ofrecido en los servicios regionales del noroeste de España, si bien estas unidades estaban destinadas, de manera casi exclusiva, a los servicios Regional Exprés que unen Madrid con León, denominados Castilla y León Exprés hasta finales de 2003.

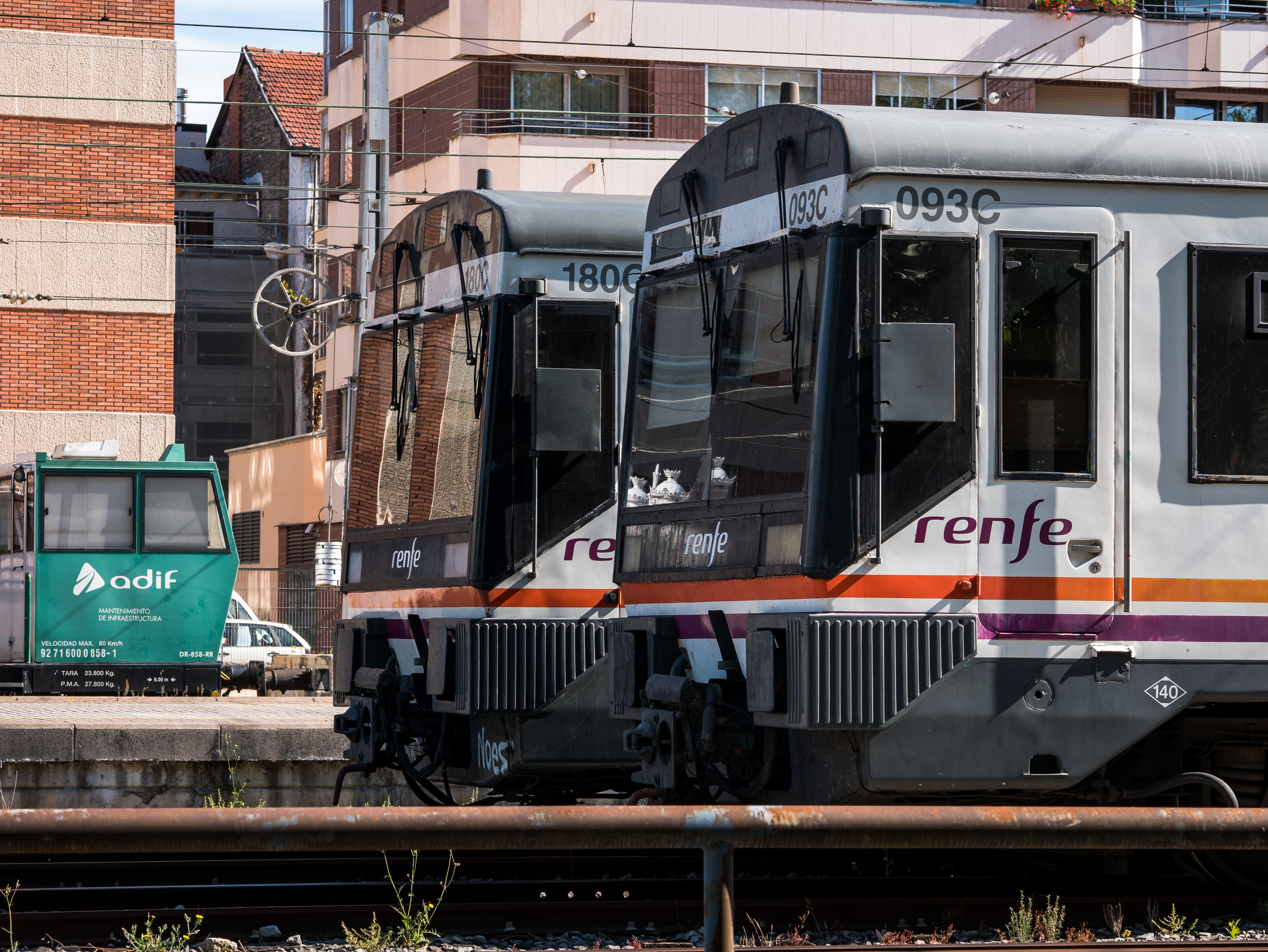
Renfe Serie 470

Hasta la primavera de 1997, las unidades transformadas para Regionales continuaron en la serie 440, pero entonces se decidió encuadrarlas en la nueva serie 470, pero conservando el número de orden original de cada coche.  En el año 2000 se destina a Barcelona/ San Andrés Condal una partida de unidades 470, las primeras que se asignaban a Cataluña, y que tenían ciertas diferencias respecto a las demás en cuanto a los asientos empleados, que eran fijos, orientados al 50% hacia el centro del coche, lo que permitía la colocación de más filas de asientos sin merma del confort, además de incorporar trasportines plegables en las plataformas de acceso. Algunas de estas unidades 470 recibieron los logotipos de la red Cataluña Exprés. Cuando a finales de 2000 se dio por finalizado oficialmente el proceso de modernización de la serie 440, el parque de unidades 470 constaba de 56 unidades, que se distribuían en los depósitos de Madrid/Fuencarral, Barcelona/ San Andrés Condal, León, Irún y Sevilla/ San Pablo. Actualmente, el parque consta de 57 unidades, ya que recientemente se ha traspasado una 440R desde la UN de Cercanías; concretamente, es la 440.137, ahora 470.137. Mencionar que en el primer semestre de 2000, nada más ser transformada, la 470.070 no recibió los colores blanco, naranja y gris propios de la UN de Regionales, sino una basada en el color azul que tenía como misión servir de pruebas para cambiar los colores corporativos de Regionales, cambio que finalmente no se ha efectuado. El único cambio en la imagen de Regionales consistido finalmente en la adopción de un nuevo logotipo, similar al de la UN de Grandes Líneas, y que, en colores negro y naranja (o blanco en su totalidad si se coloca sobre fondo naranja) ya ha sido incorporado en varias unidades de la serie. El esquema de pintura no ha sido alterado, únicamente, en el centro del coche, se han colocado los vinilos con el nuevo logo, junto al que, en grandes letras en cursiva, reza la inscripción “Regional Exprés”, debajo de la cual, en letras más pequeñas, se indica “Regionales Renfe”.
No obstante, el cambio de imagen llevado a cabo por Renfe Operadora desde 2005 ha hecho que las 470 reciban una nueva decoración corporativa, con un esquema de pintura mucho más atractivo que el que anteriormente llevaban, cambiando el nombre de "Regionales RENFE" por el de "Renfe Media Distancia". En algunos depósitos, como Valladolid o Barcelona Montcada Bifurcaciò, las 470 esperan a ser desmontadas y servir de recambio de piezas para las compañeras que quedan en servicio en España. Las 470 llegan a su final, siendo sustituidas por automotores más modernos, como los Civia, en recorridos de Cercanías (como en la línea Madrid-Aranjuez), o la serie 449, en servicios de Media Distancia (por ejemplo en la línea Barcelona-Figueres).

### Reformas menores: Aligeradas y recicladas
La primera reforma de las unidades 440 fue la sustitución de las lunas altas por lunas bajas y la colocación fija del faro rojo trasero.
Algunas unidades han sufrido dos reformas menores que no alteraban prácticamente el aspecto exterior del vehículo ni la parte técnica: la reforma "aligerada" y la "reciclada". Estas modificaciones se podrían considerar, más que "reformas" propiamente dichas, como "mejoras", ya que no se altera sustancialmente el vehículo en la parte técnica y en su aspecto externo salvo en pequeños y muy concretos detalles. 

#### 440 Aligeradas
La reforma "Aligerada" se realizó a 3 unidades del núcleo de cercanías de Cantabria, como fruto de un acuerdo entre la Gerencia de Cercanías de Cantabria y la Consejería de Transportes del Gobierno autonómico de Cantabria. En esta transformación se eliminó el coche intermedio y el interior fue reformado de manera similar a la realizada a las unidades 440-R, pero sin dotarlas de aire acondicionado, pues se estimó que este equipo no era necesario debido a las temperaturas reinantes en la zona por donde las composiciones iban a circular. Exteriormente apenas han sido modificadas, ya que las ventanillas continuaron siendo practicables; la única modificación exterior digna de mención fue la eliminación de la puerta central de las cabinas y la incorporación de indicadores frontales y laterales para indicar el destino del tren. Esta reforma afectó a las unidades 097M/102C, 109M/107C y 113M/119C, de las cuales únicamente la 109M/107C permanece en servicio a 15 de abril de 2008.
No se ha preservado ninguna unidad de este tipo.

#### 440 Recicladas
Respecto a las unidades 440 "recicladas", este sobrenombre hace referencia al hecho de que se trata de unidades que, sin estar dadas de baja en el parque, se encontraban apartadas del servicio porque no eran necesarias para el servicio de la UN a la cual estaban asignadas, en este caso Cercanías. Tras un acuerdo con Regionales, esta última se hizo cargo de 5 unidades, las cuales fueron puestas de nuevo en servicio, se les eliminó el remolque intermedio, se les instalaron asientos orientables según el sentido de la marcha (retirados de los electrotrenes 432 apartados del servicio) y se les colocaron estores en las ventanas en sustitución de las cortinillas originales en colores blanco, naranja y gris. Esta reforma comenzó a efectuarse en marzo de 2001, y se extendió posteriormente a la totalidad del parque de UT 440 asignadas a Regionales. En Chile, estas unidades fueron modificadas, eliminándoles los baños, para servir en Metrotren y Biotren. Sin embargo, debido a varias fallas que fueron presentando en el tiempo tanto estos automotores, como los otros equipos españoles, el humorista Coco Legrand, se refirió a ellos en el Festival de Viña 2006, diciendo "Si quiere viajar y no llegar a ningún lado, súbase a los reciclados de Ferrocarriles del Estado".
Exteriormente recibieron una decoración similar a la de las unidades de la serie 470 en colores blanco, naranja y gris. Inicialmente, esta reforma afectó a las composiciones 078M/501C, 080M/080C, 087M/114C, 088M/115C y 105M/167C. Debido a la eliminación del WC en algunos coches a lo largo de la década de 1990, fue necesario permutar los remolques con cabina de las composiciones 440-087 y 088, ya que, de lo contrario, una de las dos UT contaría con dos WC y la otra con ninguno. 
Más tarde, estas modificaciones afectaron a las unidades 440 ya asignadas anteriormente a Regionales a medida que pasaban Gran Revisión (R); las unidades 096M/152C y 127M/113C se vieron despojadas de sus remolques intermedios (101R y 143R, respectivamente), sufriendo las mismas modificaciones que las anteriores. Por su parte, las unidades 108M/136R/101C, 048M/048R/048C y 107M/196R/109C (por este orden) sufrieron estas mismas reformas, pero manteniendo los remolques intermedios hasta que las unidades 048 y 108 fueron transformadas y enviadas a Chile junto con el remolque 196R. 
Las unidades "recicladas" se encuentran asignadas a los depósitos de León y Santander, y al menos tres unidades han pasado R desde el cambio de imagen de Renfe, recibiendo por lo tanto la nueva imagen de Renfe-Media Distancia. Se trata de las unidades 078M/501C, 096M/152C y 127M/113C. Resulta especialmente llamativo el caso de la unidad 440-078, ya que el coche motor aún conserva el furgón de equipajes situado entre la cabina de conducción y la primera plataforma de acceso, mientras que el RC es el último vestigio que queda de la subserie 440-501 a 502, únicas unidades de la serie 440 que contaron con equipos chopper. Por ello, sería muy interesante que se conservara como material histórico esta composición, al ser un vehículo poco menos que único.

## Series vendidas
También han sido vendidas un total de 68 unidades a Chile y Brasil, tras haber sido transformadas. Incluso las 4 últimas unidades vendidas para el servicio chileno Biotrén han tenido una re-transformación, otorgándoles una nueva imagen, se conocen como UT440 MC (UT440 Modelo Concepción).
También se había anunciado la posibilidad de la venta de formaciones para circular por territorio argentino. Sin embargo, esto se ve imposibilitado gracias a la información dada por parte de testigos españoles, dado el estado de abandono del supuesto material vendido a Argentina.
Actualmente estas unidades están repartidas de la siguiente manera:
- 12 unidades para Metrotrén (Chile), vendidas entre el 1996 y 2000.
- 4 unidades para Merval (Chile), vendidas en 2000.
- 4 unidades para Biotrén (Chile), vendidas en 2005 transformadas en España, de las mismas, otras 2 fueron sacadas de Metrotren y transformadas en Modelo Concepción en Chile.
- 48 unidades para CPTM (Brasil), vendidas en 1997.

## Listado actual de unidades 440
| Unidad  | Destino             | Colores         | Estado            | Donde          |
| ------- | ------------------- | --------------- | ----------------- | -------------- |
| 440-168 | Cercanías Barcelona | Renfe Operadora | Apartada          | Algodor        |
| 440-179 | Cercanías Barcelona | Renfe Operadora | Desguazada        | Desconocido    |
| 440-180 | Cercanías Asturias  | Renfe Operadora | Apartada          | Desconocido    |
| 440-182 | Cercanías Barcelona | Renfe Operadora | Desguazada        | Desconocido    |
| 440-184 | Cercanías Asturias  | Renfe Operadora | Apartada          | Irún           |
| 440-194 | Cercanías Sevilla   | Renfe Operadora | Licitado desguace | Desconocido    |
| 440-210 | Cercanías Barcelona | Renfe Operadora | Apartada          | Alsasua        |
| 440-212 | Cercanías Barcelona | Renfe Operadora | Apartada          | La Sagra       |
| 440-213 | Cercanías Asturias  | Renfe Operadora | Apartada          | León           |
| 440-218 | Cercanías Barcelona | Renfe Operadora | Apartada          | La Sagra       |
| 440-219 | Cercanías Barcelona | Renfe Operadora | Apartada          | Barcelona      |
| 440-224 | Cercanías Barcelona | Renfe Operadora | Apartada          | La Sagra       |
| 440-231 | Cercanías Barcelona | Renfe Operadora | Apartada          | La Sagra       |
| 440-233 | Cercanías Asturias  | Renfe Operadora | Apartada          | Fuencarral     |
| 440-234 | Cercanías Asturias  | Renfe Operadora | Desguazada        | Valladolid     |
| 440-240 | Cercanías Barcelona | Renfe Operadora | Apartada          | La Sagra       |
| 440-249 | Cercanías Barcelona | Renfe Operadora | Desguazada        | Algoldor       |
| 440-253 | Cercanías Barcelona | Renfe Operadora | Apartada          | Zaragoza-Plaza |

| Unidad  | Destino                   | Colores                         |
| ------- | ------------------------- | ------------------------------- |
| 440-138 | Media Distancia Barcelona | Renfe Operadora                 |
| 440-143 | Media Distancia Barcelona | Renfe Operadora                 |
| 440-144 | Media Distancia León      | Renfe Operadora Media Distancia |
| 440-148 | Media Distancia Barcelona | Renfe Operadora                 |
| 440-150 | Media Distancia León      | Renfe Operadora                 |
| 440-151 | Media Distancia Barcelona | Renfe Operadora                 |
| 440-158 | Media Distancia Barcelona | Renfe Operadora                 |
| 440-160 | Media Distancia Barcelona | Renfe Operadora                 |
| 440-161 | Media Distancia Barcelona | Renfe Operadora                 |
| 440-166 | Media Distancia Cantabria | Renfe Operadora                 |
| 440-176 | Media Distancia Barcelona | Renfe Operadora                 |
| 440-185 | Media Distancia Barcelona | Renfe Operadora                 |
| 440-200 | Media Distancia Cantabria | Renfe Operadora Cercanías       |
| 440-217 | Media Distancia León      | Renfe Operadora Media Distancia |
| 440-222 | Media Distancia Cantabria | Renfe Operadora Cercanías       |
| 440-235 | Media Distancia Barcelona | Renfe Operadora                 |
| 440-242 | Media Distancia Cantabria | Renfe Operadora Media Distancia |
| 440-245 | Media Distancia Cantabria | Renfe Operadora Media Distancia |
| 440-247 | Media Distancia Cantabria | Renfe Operadora                 |

| Unidad  | Destino             | Colores   | Observaciones          |            |
| ------- | ------------------- | --------- | ---------------------- | ---------- |
| 440-130 | Integria Fuencarral | Cercanías | Sin reformar, 2 coches | Desguazada |

| 440-001 | TCR de Valladolid              | Cercanías                             | Sin Reformar                                    | Desguazada                        |  |
| 440-077 | Cajo                           | Cercanías                             | Sin Reformar, 2 coches                          | Desguazada                        |  |
| 440-078 | TCR de Valladolid              | Renfe Operadora Media Distancia       | Sin reformar                                    |                                   |  |
| 440-080 | León                           | Regionales                            | Sin Reformar                                    | Desguazada                        |  |
| 440-087 | TCR de Valladolid              | Regionales                            | Sin Reformar                                    | Desguazada                        |  |
| 440-088 | TCR de Valladolid              | Regionales                            | Sin Reformar                                    | Desguazada                        |  |
| 440-096 | TMA de Fuencarral              | Azul con franjas amarillas (original) | Sin Reformar. Preservada por la AAF de Madrid   |                                   |  |
| 440-097 | TCR de Valladolid              | Cercanías                             | Aligerada                                       | Desguazada                        |  |
| 440-105 | Cajo                           | Regionales                            | Sin reformar                                    | Desguazada                        |  |
| 440-107 | TCR de Valladolid              | Regionales                            | Sin Reformar                                    | Desguazada                        |  |
| 440-109 | TCR de Valladolid              | Cercanías                             | Aligerada                                       | Desguazada                        |  |
| 440-112 | TCR de Valladolid              | Regionales                            | Sin Reformar                                    | Desguazada                        |  |
| 440-121 | Cajo                           | Cercanías                             | Sin Reformar                                    | Deguazada                         |  |
| 440-125 | Cajo                           | Cercanías                             | Sin Reformar                                    | Deguazada                         |  |
| 440-127 | TCR de Valladolid              | Renfe Operadora Media Distancia       | Sin reformar                                    | Desguazada                        |  |
| 440-130 | TRC de Fuencarral              | Cercanías                             | Sin reformar, con ASFA digital                  | Desguazada y ex-Delta             |  |
| 440-131 | TMA de Sant Andreu Comtal      | Cercanías                             | Sin reformar. Preservada para Museo de Vilanova |                                   |  |
| 440-132 | TCR de Vilanova                | Regionales                            | Sin Reformar                                    | Desguazada y ex-Delta y reciclada |  |
| 440-135 | Arcos de Jalón                 | Media Distancia                       |                                                 |                                   |  |
| 440-139 | irún                           | Renfe Operadora Cercanías             |                                                 |                                   |  |
| 440-141 | Castillejo Añover              | Colores Renfe Operadora               |                                                 |                                   |  |
| 440-142 | Alsasu                         | Renfe Operadora Cercanías             |                                                 |                                   |  |
| 440-145 | TCR de Valladolid              | Renfe Operadora Cercanías             |                                                 |                                   |  |
| 440-146 | TCR de Valladolid              | Cercanías                             |                                                 |                                   |  |
| 440-149 |                                | Cercanías                             |                                                 |                                   |  |
| 440-152 | Mora-La Nova                   | Renfe Operadora Media Distancia       |                                                 |                                   |  |
| 440-153 |                                | Cercanías                             |                                                 |                                   |  |
| 440-154 | Irún                           | Renfe Operadora Cercanías             |                                                 |                                   |  |
| 440-157 | Casa Antúnez                   | Renfe Operadora Media Distancia       |                                                 |                                   |  |
| 440-159 |                                | Media Distancia Barcelona             | Cercanías                                       |                                   |  |
| 440-162 | Beasáin                        | Renfe Operadora Cercanías             |                                                 |                                   |  |
| 440-164 | Cajo                           | Renfe Operadora Cercanías             |                                                 |                                   |  |
| 440-167 | Mora-La Nova                   | Renfe Operadora Media Distancia       |                                                 |                                   |  |
| 440-169 | San Vicente de Calders         | Cercanías                             |                                                 | Desguazada                        |  |
| 440-170 | Algodor                        | Cercanías                             |                                                 |                                   |  |
| 440-175 | TCR de Vilanova                | Cercanías                             | (Coche M renumerado a 470-070)                  |                                   |  |
| 440-178 | TCR de Vilanova                | Cercanías                             |                                                 |                                   |  |
| 440-181 | Valladolid                     | Renfe Operadora                       | Sus asientos están en la 440-245                |                                   |  |
| 440-183 | Castillejo Añover              | Cercanías                             |                                                 |                                   |  |
| 440-188 | Algodor                        | Cercanías                             |                                                 |                                   |  |
| 440-189 | Cajo                           | Renfe Operadora Cercanías             |                                                 |                                   |  |
| 440-191 | Sevilla-San Pablo              | Renfe Operadora                       | (R y Rc de la 440-249 en color cercanías)       |                                   |  |
| 440-192 | Valladolid                     | Media Distancia                       | (Asientos en Brasil)                            |                                   |  |
| 440-193 | Mora-La Nova                   | Renfe Operadora Media Distancia       |                                                 |                                   |  |
| 440-195 | TCR de Valladolid              | Cercanías                             |                                                 |                                   |  |
| 440-196 | Irún                           | Renfe Operadora Cercanías             |                                                 |                                   |  |
| 440-197 | Desconocido                    | Renfe Operadora Cercanías             |                                                 |                                   |  |
| 440-198 | Valladolid                     | Cercanías                             |                                                 |                                   |  |
| 440-199 | Algodor                        | Cercanías                             |                                                 |                                   |  |
| 440-201 | Beasáin                        | Renfe Operadora Cercanías             |                                                 |                                   |  |
| 440-202 | Castillejo Añover              | Renfe Operadora Cercanías             |                                                 |                                   |  |
| 440-204 | San Vicent de Calders          | Cercanías                             |                                                 | Desguazada                        |  |
| 440-205 | Algodor                        | Cercanías                             |                                                 |                                   |  |
| 440-206 | San Vicent de Calders          | Cercanías                             |                                                 | Desguazada                        |  |
| 440-207 | Algodor                        | Color Cercanías                       | 2 coches                                        |                                   |  |
| 440-208 | Beasáin                        | Renfe Operadora                       |                                                 |                                   |  |
| 440-209 | Bif Gornal Cercanías Barcelona | Renfe Operadora                       |                                                 |                                   |  |
| 440-211 | TCR de Valladolid              | Cercanías                             |                                                 |                                   |  |
| 440-214 | TCR de Valladolid              | Renfe Operadora                       |                                                 |                                   |  |
| 440-215 | Castillejo-Añover              |                                       |                                                 |                                   |  |
| 440-216 | San Vicenc de Calders          |                                       |                                                 | Desguazada                        |  |
| 440-220 | Irún                           | Renfe Operadora                       |                                                 |                                   |  |
| 440-221 |                                |                                       |                                                 |                                   |  |
| 440-223 |                                |                                       |                                                 |                                   |  |
| 440-225 | Algodor                        | Renfe Operadora Cercanías             |                                                 |                                   |  |
| 440-226 |                                |                                       |                                                 |                                   |  |
| 440-227 | Sant Vicent de Calders         | Renfe Operadora                       |                                                 | Desguazada                        |  |
| 440-228 | San Vicente de Calders         | Cercanías                             |                                                 | Desguazada                        |  |
| 440-229 | Llanera                        | Cercanías                             |                                                 |                                   |  |
| 440-230 | San Vicente de Calders         | Cercanías                             |                                                 | Desguazada                        |  |
| 440-232 | TCR Valladolid                 |                                       |                                                 |                                   |  |
| 440-236 | Algodor                        | Renfe Operadora                       | 2 coches                                        | vuelta a servicio en 2014         |  |
| 440-237 | Algodor                        | Renfe Operadora                       | vuelta a servicio en 2014                       |                                   |  |
| 440-239 | "                              |                                       | vuelta a servicio en 2014                       |                                   |  |
| 440-243 | San Vicente de Calders         | Cercanías                             |                                                 | Desguazada                        |  |
| 440-244 | Irún                           | Renfe Operadora Cercanías             |                                                 |                                   |  |
| 440-248 | Irún                           | Renfe Operadora Cercanías             |                                                 |                                   |  |
| 440-250 | Algodor                        | Renfe Operadora                       |                                                 |                                   |  |
| 440-251 | Algodor                        | Renfe Operadora                       |                                                 |                                   |  |
| 440-252 | Cajo                           | Renfe Operadora                       | 2 coches                                        |                                   |  |
| 440-253 | Zaragoza                       | Renfe Operadora                       |                                                 |                                   |  |

- Unidades Desguazadas

440-034: En TCR de Valladolid, 10/03 
440-036: En Oviedo, 28/2/97 
440-057: 15/2/83. Coches 7-440-057 y 8-440-057 a 9-440-072 años más tarde
440-084: En TCR de Valladolid, 10/03 
440-091: En Cajo 10/08 
440-113: En Cajo 10/08 Aligerada 
440-130: En Fuencarral 10/10
440-132: En TCR de Vilanova 10/10
440-501: ¿? 
440-502: En TCR de Valladolid 1/2004 
- Unidades Vendidas a Chile

440-015 
440-032 
440-043 
440-044 
440-048 
440-049 
440-050 
440-051 
440-052 
440-053 
440-060 
440-061 
440-064 
440-066 
440-067 
440-075 
440-081 
440-108 
440-133 
440-134 
- Unidades Vendidas a Brasil

440-002 
440-003 
440-004 
440-006 
440-007 
440-009 
440-010 
440-012 
440-013 
440-016 
440-017 
440-018 
440-020 
440-021 
440-022 
440-024 
440-026 
440-027 
440-028 
440.029 
440-030 
440-031 
440-033 
440-037 
440-038 
440-039 
440-040 
440-042 
440-045 
440-047 
440-054 
440-055 
440-056 
440-058 
440-059 
440-062 
440-063 
440-065 
440-068 
440-069 
440-072 
440-073 
440-076 
440-079 
440-082 
440-083 
440-092 
440-093 
- Unidades Transformadas a 470

440-005: Apartada en Valladolid. Colores Interurbanos
440-008: Santander, Colores Interurbanos. 
440-011: Desguazada
440-014: Fuencarral, Colores Interurbanos. 
440-019: Miranda, Colores Interurbanos. 
440-023: BCN-SAC, Colores Interurbanos.
440-025: Valencia, Colores Interurbanos.
440-035: BCN-SAC, Colores Interurbanos.
440-041: Miranda, Colores Interurbanos.
440-046: León, Colores Interurbanos. 
440-070: BCN-SAC, Colores Interurbanos. (coche motor incendiado y apartado en TCR de Vilanova, se le puso c/M de la 440-175, renumerado a 070M) 
440-071: Miranda, Colores Interurbanos.
440-074: Apartada, Colores Interurbanos. 
440-085: Miranda, Colores Interurbanos.
440-089: BCN-SAC, Colores Interurbanos. 
440-090: Valencia, Colores Interurbanos.
440-094: Zaragoza, Colores Interurbanos.
440-095; BCN-SAC, Colores Interurbanos. 
440-098: Desguazada.
440-099: Valencia, Colores Interurbanos. 
440-100: BCN-SAC, Colores Interurbanos. 
440-101: Miranda, Colores Interurbanos.
440-102: Santander, Colores Interurbanos. 
440-103: BCN-SAC, Colores Interurbanos. 
440-104: Miranda, Colores Interurbanos. 
440-106: Fuencarral, Colores Interurbanos. 
440-110: Miranda, Colores Interurbanos. 
440-111: Fuencarral, Colores Interurbanos. 
440-114: BCN-SAC, Colores Interurbanos. 
440-115: Valencia, Colores Interurbanos. 
440-116: BCN-SAC, Colores Interurbanos. 
440-117: BCN-SAC, Colores Interurbanos.
440-118: Valencia, Colores Interurbanos. 
440-119: BCN-SAC, Colores Interurbanos. 
440-120: BCN-SAC, Colores Interurbanos. 
440-122: Santander, Colores Interurbanos 
440-123: Valencia, Colores Interurbanos. 
440-124: Zaragoza Colores Interurbanos. 
440-126: Apartada. 
440-128: BCN-SAC, Colores Interurbanos. 
440-129: Santander, Colores Interurbanos. 
440-136: Santander, Colores Interurbanos.
440-137: Apartada en Valladolid 
440-140: Zaragoza, Colores Interurbanos. 
440-155: Santander, Colores Interurbanos.
440-156: León, Colores Interurbanos.
440-163: Zaragoza, Colores Interurbanos. 
440-171: Zaragoza, Colores Interurbanos. 
440-172: Apartada.
440-173: Miranda, Colores Interurbanos.
440-174: Zaragoza, Colores Interurbanos. 
440-177: Miranda, Colores Interurbanos. 
440-186: Desguazada por incendio. 
440-187: BCN-SAC, Colores Interurbanos.
440-190: BCN-SAC, Colores Interurbanos.
440-203: Miranda, Colores Interurbanos.
440-238: Zaragoza, Colores Interurbanos.

### Accidentes
Un accidente involucrando un UT-440 Modelo Concepción (MC) en Chile de Biotren de Ferrocarriles del Sur y un camión ocurrió en la tarde del 3 de marzo en Requínoa, dónde un camión colisionó con una locomotora en el cruce las cabras, falleciendo el ayudante del maquinista y el conductor del camión, mientras que el conductor del tren resultó herido. Las causas del accidente fueron por culpa del conductor del camión y su negligencia. 

### Situación actual
En 2024 solo permanecen en servicio 7 unidades 440R para servicios de Media Distancia, concretamente
- Depósito de León: 144M, 217M, 239M y 247M.
- Depósito de Miranda de Ebro: 207M y 237M para las lanzaderas Intercity Miranda de Ebro-Bilbao y Vitoria-San Sebastián.
Las unidades 440.096 y 440.078 han sido preservadas por la AAFM, la 078 se encuentra a la espera de su restauración. 
Mientras, en cuanto a 440R aún en servicio, siguen circulando 50 trenes de la serie 470, los otros 7 han sido apartados o desguazados. En total son 56 trenes de 440R y 470 que quedan aún en servicio. 
El más veterano de la serie 470/440 es la unidad de 470-008 (008M) que lleva aún siguiendo circulando desde 1974 hasta ahora con 50 años de servicio.
Hacia 2026, con la llegada de 60 nuevos trenes de Media Distancia de la serie 480 de CAF, está prevista la retirada definitiva de todas las unidades 440 y 470, así como otras series antiguas como la serie 442 y 446 de Cercanías y la serie 448 de Regionales.
En Chile aún siguen en servicio regular las unidades UT440R 103, 104, 127 MC, 202, 203 y 204 en el servicio de Tren Rancagua-Estación Central, mientras que en el servicio del Biotren operan las unidades 101, 102 y 121 MC  en apoyo a los automotores SFE-100 y 200. Cabe destacar que una unidad en este caso 122 MC ha sido preservada por la Asociación Chilena de Conservación del Patrimonio Ferroviario (por sus siglas ACCPF). 

### Vídeos
- Vista interior de las Unidades 440 originales en YouTube.
- Arrancada de una 440 de 2 coches en Valladolid en YouTube.
- Cruce entre 440 original y aligerada en las cercanías de Santander en YouTube.
- Vista desde la cabina de la UT440 202 Chilena en YouTube.

- Datos: Q788189
- Multimedia: Renfe class 470 / Q788189